# Alfredo Macchi
Alfredo Macchi (Sorengo, 25 giugno 1967) è un giornalista e fotografo italiano.

## Biografia
Laureato in Scienze politiche presso l'Università Statale di Milano ha frequentato il VI biennio dell'Istituto per la Formazione al Giornalismo di Milano.
Dopo aver collaborato con diverse testate (Corriere della Sera, L'Espresso, Radio Popolare) anche da New York, come free lance, è approdato alla Rai (il Supplemento di Rai Uno). 
Nel 1992 è stato assunto a Mediaset, dove lavora come inviato al Tg4 sui principali eventi in Italia e all'estero, in particolare in zone di guerra, e conduce l'edizione di mezzasera. 
Dal 2010 è vicecaporedattore esteri News Mediaset e lavora per tutti i Tg del gruppo Mediaset, in particolare per Tgcom24 e per i programmi di approfondimento.
Ha seguito i conflitti in Kosovo, Afghanistan, Medio Oriente, Iraq e Libano. Da New York ha raccontato le settimane successive all'attacco dell'11 settembre. Dal Tamil Nadu (India) le devastazioni dello Tsunami. Dal 2011 segue come inviato le rivoluzioni in Tunisia, Egitto e Libia e gli eventi legati al terrorismo in tutto il Medioriente. Ha seguito la guerra in Ucraina dai paesi confinanti e da Londra. Ha realizzato diversi reportage per le trasmissioni di approfondimento: Password e Storie di confine, su Rete4, per Live e Dentro la Notizia, su Italia 1, per Speciale Tg5, Matrix e Terra! su Canale 5.
È conduttore degli spazi di approfondimento del mattino e del pomeriggio, delle edizioni notturne e della rassegna stampa su Tgcom24. Da luglio 2022 conduce la trasmissione di Rete4 “Diario del giorno”.
Nel 2002 ha vinto il Premio di Giornalismo Saint Vincent per il miglior servizio televisivo con un reportage sugli orfani di Kabul.
Nel 2009 ha ricevuto il XV Premio giornalistico televisivo Ilaria Alpi per il miglior reportage italiano (breve) con il servizio "Morire per vivere" trasmesso da Password (Rete 4) sui rifugiati afghani che dalla Grecia cercano di arrivare in Italia nascosti nei camion.
Nel 2010 ha ricevuto il VII Premio Luchetta per il reportage Piccoli schiavi realizzato nello stato indiano del Tamiul Nadu sui bambini lavoratori nelle fabbriche di riso e di mattoni trasmesso da Password (Rete 4).
Nel 2011 ha vinto il VII Premio Nazionale di giornalismo televisivo Guido Carletti e il Premio Enzo Baldoni e reporter italiani caduti sui fronti di guerra per il reportage "oltre la guerra" realizzato in Uganda sugli ex bambini soldato e trasmesso da Live, su Italia 1.
Nel 2012 il premio Città di Anguillara e il “Fiorino d'argento” al XXX Premio Firenze.
Nel 2013 il Premio “il Molinello” per il giornalismo e il Premio “Giornalisti del Mediterraneo” per la fotografia.
È anche fotografo per passione. Ha realizzato reportage fotografici per diverse organizzazioni umanitarie in Algeria, Bosnia, India, Bolivia, Venezuela, Argentina, Perù, Madagascar, Mozambico.
Principali mostre: Due mesi in Afghanistan, Libreria Hoepli, Milano 2002; Un'onda di Speranza, Triennale di Milano 2005; Al di là delle differenze, Immagimondo, Lecco 2006, "Mpamaky Vato" FotoGrafia Festival Internazionale di Roma, 2008, "Teatri di guerra", InArs Gallery, Roma, 2015.
È tra i fotografi italiani che hanno esposto nel 2008 alla prima Biennale di fotografia islamica a Teheran. 
Nel 2015 ha ottenuto la medaglia d'argento categoria libri fotografici al Prix de la Photographie de Paris, il primo posto categoria libri fotografici d'attualità al'International Photography Award di Los Angeles e il primo posto nella categoria libri fotografici al Moscow International Foto Awards di Mosca con il suo libro fotografico War Landscapes (Tempesta Editore).
Vive a Roma ed è padre di Federico nato nel 2015.

## Opere
- Rivoluzioni S.p.A. Chi c'è dietro la Primavera Araba, Alpine Studio 2012
- War Landscapes, Tempesta Editore, 2015